# Ercheia prominens
Ercheia prominens är en fjärilsart som beskrevs av Embrik Strand 1914. Ercheia prominens ingår i släktet Ercheia och familjen nattflyn. Inga underarter finns listade i Catalogue of Life.